# Spallanzani (månkrater)
För andra betydelser, se Spallanzani.
Spallanzani är en ungefär 30 km stor nedslagskrater på månen. Spallanzani har fått sitt namn efter italienaren Lazzaro Spallanzani.

## Satellitkratrar
| Spallanzani | Latitud | Longitud | Diameter |
| ----------- | ------- | -------- | -------- |
| A           | 46.2° S | 25.6° Ö  | 6 km     |
| D           | 46.1° S | 28.6° Ö  | 6 km     |
| F           | 45.6° S | 28.0° Ö  | 22 km    |
| G           | 45.3° S | 28.6° Ö  | 15 km    |